# Jakob Söderqvist
Jakob Söderqvist, né le 31 mai 2003 à Sundsvall, est un coureur cycliste suédois.

## Palmarès et résultats

### Palmarès sur route
- 2019
  - 3e du championnat de Suède sur route U19
- 2020
  - 3e du championnat de Suède du contre-la-montre juniors
- 2023
  -  Champion de Suède du contre-la-montre espoirs[1]
  - 3e étape du Tour du Loir-et-Cher
  - Flanders Tomorrow Tour[2]
  - 2e du championnat de Suède du contre-la-montre
  - 3e du championnat de Suède sur route espoirs
  - 7e du championnat du monde du contre-la-montre espoirs
  - 10e du championnat d'Europe du contre-la-montre espoirs
- 2024
  -  Champion de Suède du contre-la-montre
  - Tour de Bretagne : 
    - Classement général
    - 3e étape

  - 4e et 5e étapes de la Flèche du Sud
  - 1re étape du Tour d'Italie espoirs (contre-la-montre)[3]
  - Chrono des Nations-Les Herbiers-Vendée espoirs
  -  Médaillé d'argent du championnat du monde du contre-la-montre espoirs
  -  Médaillé d'argent du championnat d'Europe du contre-la-montre espoirs
- 2025
  -  Champion de Suède du contre-la-montre
  - 3e étape du Tour du Danemark (contre-la-montre)
  - 2e de Paris-Roubaix espoirs
  - 2e du Tour du Danemark

#### Classements mondiaux
| Année                                 | 2022  | 2023 | 2024 |
| ------------------------------------- | ----- | ---- | ---- |
| Classement mondial                    | 2288e | 618e | 283e |
| UCI Europe Tour                       | 1436e | 458e | 229e |
|                                       |       |      |      |
| Légende : nc = non classéSource : UCI |       |      |      |

### Palmarès en VTT
- 2021
  -  Champion de Suède de cross-country juniors
- 2022
  - 2e du cross-country marathon
- 2023
  - 2e du cross-country

## Palmarès en gravel
- 2025
  -  Champion de Suède de gravel